# Hear in the Now Frontier
Hear in the Now Frontier – album grupy Queensrÿche wydany w 1997 roku. 
Według danych z kwietnia 2002 album sprzedał się w nakładzie 304,075 egzemplarzy na terenie Stanów Zjednoczonych.

## Lista utworów
| Nr. | Tytuł              | Twórcy               | Czas |
| --- | ------------------ | -------------------- | ---- |
| 1.  | Sign of the Times  | DeGarmo              | 3:33 |
| 2.  | Cuckoo's Nest      | DeGarmo              | 3:59 |
| 3.  | Get a Life         | DeGarmo/Tate         | 3:39 |
| 4.  | The Voice Inside   | DeGarmo/Tate         | 3:48 |
| 5.  | Some People Fly    | DeGarmo              | 5:17 |
| 6.  | Saved              | DeGarmo/Tate         | 4:09 |
| 7.  | You                | DeGarmo/Tate         | 3:54 |
| 8.  | Hero               | DeGarmo              | 5:25 |
| 9.  | Miles Away         | DeGarmo              | 4:32 |
| 10. | Reach              | Tate/Wilton          | 3:30 |
| 11. | All I Want         | DeGarmo              | 4:06 |
| 12. | Hit the Black      | DeGarmo/Jackson      | 3:36 |
| 13. | Anytime / Anywhere | DeGarmo/Jackson/Tate | 2:54 |
| 14. | sp00L              | DeGarmo/Tate         | 4:53 |

## Twórcy
- Chris DeGarmo – wokal, gitara
- Geoff Tate – wokal
- Michael Wilton – gitara
- Eddie Jackson – gitara basowa
- Scott Rockenfield – perkusja